# Atelidae
Atelidae er en af fem familier af vestaber. Den omfatter omkring 25 arter i fem slægter, herunder brøleaber, edderkopaber, muriquier og uldaber. De findes i de skovklædte dele af Mellem- og Sydamerika samt sydligste Nordamerika, fra Mexico til det nordlige Argentina. De er kendetegnet ved at have en gribehale, der yderst er nøgen på undersiden. Muriquierne er de største blandt vestaberne og kan undertiden veje op til 15 kg.

## Beskrivelse
Arterne i familien Atelidae er små til middelstore aber, der varierer i størrelse fra 34 til 72 cm i kropslængde, med brøleaberne som de største og edderkopaberne som de mindste. De har lang gribehale med et næsten nøgent parti på undersiden i den yderste del, hvilket ligner en trædepude og fungerer som føleorgan. Halen bruges ofte som et ekstra hånd, når dyret bevæger sig gennem træerne. På fingre og tæer findes negle. De fleste arter har overvejende brun, grå eller sort pels med lysere partier.
Det er trælevende og dagaktive dyr, og de fleste arter findes kun i tæt regnskov, selv om nogle arter af brøleaber findes i mere tørre skove eller på træbevoksede savanner. De æder hovedsagelig frugt og blade, selv om især de mindre arter også kan tage små insekter. De har tandformlen: 2.1.3.32.1.3.3, altså i alt 36 tænder.
Hunnen føder normalt en enkelt unge efter en drægtighedsperiode på 180 til 225 dage. Hos de fleste arter går der et til tre år mellem hver unge fødes. Fødslerne er omtrent jævnt spedt ud over året uden nogen foretrukken ynglesæson.
De er typsik polygame og lever i grupper med op til 25 medlemmer, alt afhængig af arten. I tilfælde af mindre grupper, som det er almindeligt hos brøleaber, holder en enkelt han et "harem" af hunner, men større grupper omfatter flere hanner, hvorimellem der findes et tydeligt dominanshierarki.

## Klassifikation
Her vises en klassifikation af familien Atelidae fra 2005 med 24 nulevende arter, der samles i fem slægter og to underfamilier.
- Underfamilie Alouattinae
  - Slægt Alouatta: brøleaber
    - Alouatta belzebul
    - Sort brøleabe, Alouatta caraya
    - Alouatta coibensis
    - Alouatta guariba
    - Alouatta macconnelli
    - Alouatta nigerrima
    - Kappebrøleabe, Alouatta palliata
    - Guatamala-brøleabe, Alouatta pigra
    - Alouatta sara
    - Rød brøleabe, Alouatta seniculus
- Underfamilie Atelinae
  - Slægt Ateles: edderkopaber
    - Ateles belzebuth
    - Sort edderkopabe, Ateles chamek
    - Ateles fusciceps
    - Gylden edderkopabe (sorthåndet eller Geoffroys edderkopabe), Ateles geoffroyi
    - Diadem-edderkopabe (hvidskægget edderkopabe), Ateles hybridus
    - Ateles marginatus
    - Ateles paniscus

  - Slægt Brachyteles: muriquier, uldedderkopaber
    - Sydlig muriqui, Brachyteles arachnoides
    - Nordlig muriqui, Brachyteles hypoxanthus

  - Slægt Lagothrix: uldaber
    - Grå uldabe, Lagothrix cana
    - Lagothrix lagotricha
    - Lagothrix lugens
    - Lagothrix poeppigii

  - Slægt Oreonax
    - Hendees uldabe, Oreonax flavicauda